# Периклис Дракос
Периклис Дракос (на гръцки: Περικλής Δράκος) е гръцки революционер, деец на гръцката въоръжена пропаганда в Македония.

## Биография
Дракос е роден в македонския град Кавала, тогава в Османската империя. Включва се в гръцката въоръжена съпротива срещу ВМОРО под ръководството на гръцкия комитет в Ксанти и първоначално снабдява с оръжие гръцките чети, а по-късно оглавява самостоятелна чета, действаща в Ксантийско и Кавалско. В 1909 година четата му убива в Ксанти българския лидер Илия Хаджигеоргиев.
Четата на Дракос взима участие в Балканската война под командването на Константинос Мазаракис, Василиос Папакостас и Георгиос Галанопулос. Първоначално действа на Халкидика в помощ на четата на Яни Рамненски, а по-късно в Нигрита срещу българските части и участва в Боя при Нигрита заедно с четата на Георгиос Янглис. Участва и в Междусъюзническата война.